# باشوس
باشوس (به فرانسوی: Bachos) یک کمون (فرانسه) در فرانسه است که در canton of Saint-Béat واقع شده‌است. باشوس ۲٫۶۷ کیلومتر مربع مساحت دارد ۷۰۰ متر بالاتر از سطح دریا واقع شده‌است.